# Regno di Powys

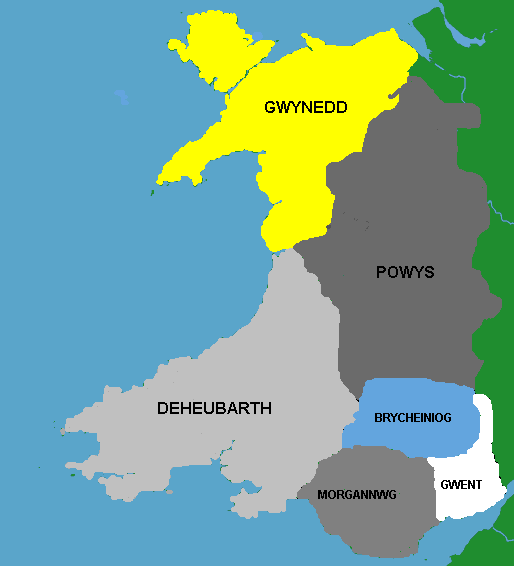
Regni medievali del Galles

Il regno di Powys fu uno dei reami gallesi emersi nell'Alto Medioevo dopo il ritiro delle truppe romane dalla Britannia. Era incentrato sulle terre della tribù dei cornovi e i suoi confini in origine si estendevano dai monti Cambrici, ad ovest, alla regione delle Midlands occidentali, ad est. Le fertili vallate fluviali del Severn e del Tern si trovano là e questa regione fu in seguito conosciuta come "il paradiso del Powys". Il nome di Powys deriverebbe dal latino pagus, che significa "campagna", ma è correlata anche al termine "pagano".  Durante la dominazione romana, questa regione era organizzata in una provincia, con capitale a Caer Guricon, Viroconium Cornoviorum in latino (odierna Wroxeter), la quarta città romana più grande della Britannia.
La capitale del regno medioevale fu Mathrafal fino al 1212, quando fu sostituita da Welshpool. Nel 656 i sovrani del reame rivale della Mercia si impadronirono della maggior parte dei territori orientali del Powys. Per rendere permanenti queste conquiste il sovrano merciano Offa costruì il Fosso di Offa. Il regno del Powys subì numerose scorrerie anglo-sassoni durante i secoli.
L'indipendenza del Powys finì quando Merfyn Frych, sovrano del Gwynedd, sposò Nest, sorella di re Cyngen. Alla morte di quest'ultimo, nell'855, il figlio di Merfyn Frych e di Nest, Rhodri, ereditò il regno, che fu governato come se fosse una parte del Gwynedd. Il Powys tornò ad essere un regno nel 1075, ma solo allo scopo di garantire un dominio e un titolo a una casata minore dei sovrani del Gwynedd. A partire dal 1160 il Powys fu diviso in due parti: quella del sud, poi chiamata Powys Wenwynwyn (dopo Gwenwynwyn ap Owain "Cyfeiliog" ap Madog) e quella del nord, chiamata Powys Fadog (dopo Madog ap Gruffydd "Maelor" ap Madog).
Oggi il Powys è un ente pubblico territoriale e una contea. Copre un'area di 5.196 km², che comprende le ex-contee di Montgomeryshire, Radnorshire e, per buona parte, di Brecknockshire. Fu creata nell'aprile del 1974 e modificata nell'aprile del 1996.

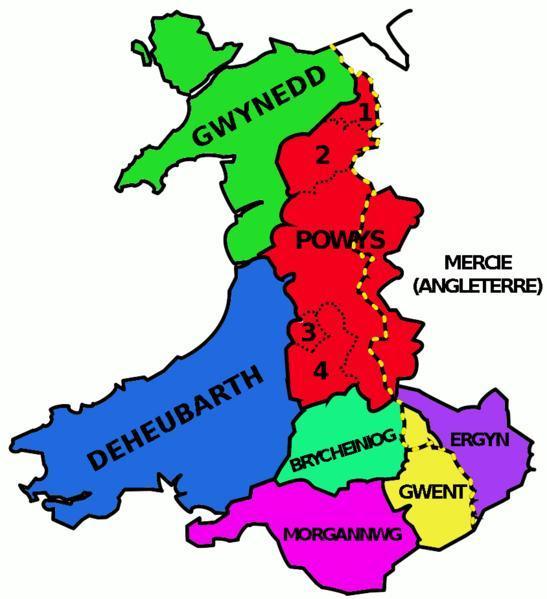
Il regno storico del Powys (in rosso), coi suoi sub-regni :
1 - Dogfeiling
2 - Ederynion
3 - Gwerthrynion
4 - Builth
La linea in giallo indica l'odierna estensione

## Secoli V - VIII
Nel primo periodo dei cosiddetti "Secoli bui", il Powys fu regnato dalla dinastia di Gwerthernion, una famiglia che affermava di discendere dall'unione di Vortigern con la principessa Sevira, figlia di Magno Massimo. Nei secoli successivi, il confine orientale del Powys fu progressivamente occupato da coloni provenienti dall'ergente regno anglo della Mercia. Un processo, però, graduale, tant'è che il controllo inglese sulle Midlands occidentali restò incerto fino al tardo VIII secolo.
Le comunità gallesi furono devastate dall'arrivo, attorno al 549, di una grande peste, scoppiata intorno al 541 in Egitto. I villaggi e le campagne furono spopolati. Tuttavia, gli inglesi furono meno colpiti dal morbo, perché a quel tempo avevano meno contatti commerciali con il continente. Di fronte alla diminuzione della forza lavoro e, di contro, all'aumento della presenza angla, re Brochwel Ysgithrog spostò la corte (che era a Caer Guricon) nel Pengwern, vicino all'odierna Shrewsbury, più facilmente difendibile.
Attorno al 613 il Powys fu attaccato da Aethelfrith, sovrano della Northumbria, che dava la caccia al suo rivale politico, Edwin, rifugiatosi nel Gwynedd. Selyf, re del Powys, negò ad Aethelfrith il passaggio nel Powys. Questo diede al sovrano northumbriano la scusa per invadere il Powys settentrionale. Selyf fu costretto a precipitarsi in aiuto dell'importante monastero di Bangor-Is-Coed, nel Maelor, minacciato da Æthelfrith. Il re northumbriano costrinse quello del Powys ad una battaglia vicino Chester. Selyf e i suoi alleati furono sconfitti. Subito dopo Æthelfrith, che era pagano, mise a morte i 1200 monaci di Bangor-Is-Coed, dicendo che avevano combattuto contro di lui con le loro preghiere.
Powys e il suo più piccolo alleato orientale, il Pengwern, furono coinvolti nelle guerre tra Northumbria e Mercia, combattute negli anni Quaranta del VII secolo. Nella battaglia di Maserfield, combattuta nel 642 forse a Oswestry ("Albero di Oswald"), Oswald di Northumbria fu sconfitto e ucciso da Penda della Mercia. Non si sa a fianco di chi il Powys si fosse schierato, ma il risultato fu lo stesso: il Powys fu sconfitto, il Pengwern saccheggiato, la sua famiglia reale massacrata e le grandi zone dei confini orientali del Powys furono annesse dalla Mercia. Questi eventi sono ricordati nei poemi gallesi, che narrano del dolore che attanagliò il cuore della principessa Heledd (Canu Heledd) quando apprese della morte di suo fratello, Cynddylan (Marwnad Cynddylan), re del Pengwern.
Il Powys conobbe un periodo di rinascita a seguito di alcune fortunate campagne contro gli inglesi: nel 655, nel 705-707 e nel 722. A partire dal 717 la corte fu spostata al castello di Mathrafal, nelle regioni montagnose del Powys, forse da re Elisedd ap Gwylog (morto attorno al 755). I successi di Elisedd spinsero il re sovrano merciano Aethelbald a costruire il Fosso di Wat. Quest'opera sembrerebbe essere stata continuata da Offa (morto nel 796), che realizzò l'omonimo fosso (Clawdd Offa in gallese. Quest'ultimo restò a lungo il confine tra lingua gallese e lingua inglese, sebbene nel XII secolo il gallese avesse recuperato la zona conosciuta come Perfeddwlad, situata tra il Dee e il Conwy.

## Rhodri, Hywel, & Gruffydd
Il Powys fu unito al Gwynedd quando Merfyn Frych, re del Gwynedd, sposò la principessa Nest ferch Cadell, sorella del sovrano del Powys, Cyngen ap Cadell, l'ultimo rappresentante della dinastia Gwertherion. Con la morte di Cyngen nell'855 Rhodri divenne re del Powys, avendo ereditato il Gwynedd l'anno precedente. Ciò costituì la base delle rivendicazioni avanzate per i successivi 443 anni dal Gwynedd sul Powys.  Rhodri il Grande regnò sulla maggior parte dell'odierno Galles fino alla sua morte (877). Il più vecchio dei suoi figli, Anarawd ap Rhodri ereditò sia il Gwynedd sia il Powys, creando la dinastia di Aberffraw, mentre il suo secondo figlio, Cadell fondò la casata di Dinefwr.
A partire dal 942 Hywel ap Cadell, sovrano del Deheubarth, (discendente da Cadell e quindi nipote di Rhodri) prese il Powys ed il Gwynedd alla morte di suo cugino Idwal Foel. Egli mantenne stretti rapporti con Atelstano d'Inghilterra, visitando spesso la sua corte. Hywel studiò il sistema legale inglese e riformò le leggi del Galles e andò in pellegrinaggio a Roma nel 928. Hywel incoraggiò l'uso della moneta nel Galles, coniandone di proprie a Chester. Nel 945 Hywel tenne un'assemblea a Whitland per codificare il suo codice legislativo, sebbene lo abbia fatto con l'aiuto del famoso chierico Blefywryd. Alla sua morte, il Gwynedd tornò alla dinastia di Aberffraw, sebbene il Powys e il Deheubarth furono divisi tra i suoi figli.
Maredudd ab Owain ricostruì il regno di suo nonno Hywel il Buono. Fu re del Deheubarth e del Powys a partire dal 986, quando prese il Gwynedd. Maredudd bloccò l'invasione inglese nel Powys e le incursioni vichinghe nel Gwynedd. È ricordato per aver pagato un penny come riscatto per ogni ostaggio catturato dai vichinghi. Alla morte di Maredudd nel 999, il Powys passò a suo figlio Llywelyn ap Seisyll, tramite la figlia più vecchia di Maredudd, la principessa Anghared (che aveva sposato Seisyll ap Owain), mentre il Deheubarth fu diviso tra i suoi figli. Il Gwynedd ritornò per un certo periodo alla dinastia di Aberffraw. Il secolo successivo vide una progressiva dominazione delle famiglie più antiche e un aumento delle incursioni vichinghe e di usurpatori.
Gruffydd ap Llywelyn unì tutto il Galles sotto la sua leadership. Con la sua morte, il Deheubarth passò attraverso una serie di sovrani di diversa origine, tornando nel 1063 alla storica dinastia del Dinefwr.

## Casata di Mathrafal
La dinastia di Mathrafal discendeva dalla principessa Anghared (figlia di Maredudd ab Owain del Deheubarth e del Powys) e dal suo secondo marito, Cynfyn ap Gwerstan. Prese il suo nome dal castello di Mathrafal. Il figlio di Anghared, Bleddyn ap Cynfyn, avrebbe ereditato il Powys nel 1063 alla morte del fratellastro materno, Gruffydd ap Llywelyn. Bleddyn, il cui nome significa "il lupo" in gallese, si assicurò il Gwynedd nel 1063, dopo una battaglia contro Cynan ap Iago di Aberffraw. In quello stesso anno Edoardo il Confessore riconobbe le conquiste di Bleddyn.  È anche ricordato per aver emendato dei codici legislativi di Hywel il Buono.
Bleddyn ap Cynfyn ed il suo fratello Rhiwallon ap Cynfyn combatterono insieme agli anglosassoni contro gli invasori normanni. Nel 1067 si allearono con il merciano Eadric il Selvaggio in un attacco contro i normanni a Hereford e nel 1068 con Edwin di Mercia, e suo fratello Morcar di Northumbria, in un altro attacco contro i normanni. Nel 1070 sconfisse i figli di Gruffydd ap Llywelyn nella battaglia di Mechain. Bleddyn ap Cynfyn fu ucciso nel 1075, mentre stava facendo una campagna militare nel Deheubarth contro Rhys ab Owain. Con la sua morte, il Powys passò ai suoi figli e nipoti. Il Gwynedd, invece, andò al cugino Trahaearn ap Caradog, che fu ucciso nel 1081 nella battaglia di Mynydd Carned. Il regno tornò allora a Gruffydd ap Cynan, esponente della vecchia dinastia di Aberffraw. Il Powys fu diviso fra i figli di Bleddyn: Iorwerth, Cadwgan e Maredudd.
Dopo che Guglielmo il Conquistatore conquistò l'Inghilterra, lasciò ai suoi baroni il compito di conquistarsi la signoria sul Galles. A partire dal 1086 l'Earl normanno Roger Montgomery di Shrewsbury costruì un castello al guado di Rhydwhiman, sul fiume Severn, chiamato castello di Montgomery come la sua sede in Normandia. A partire dal 1090 quasi tutto il Powys e gran parte del Galles era nelle mani dei normanni. I tre figli di Bleddyn ap Cynfyn avrebbero poi condotto la resistenza nel Powys e, già nel 1096, avevano riconquistato la maggior parte del Powys, compreso il castello di Montgomery. Roger Montgomery si ribellò a re Guglielmo II d'Inghilterra e per questo le sue terre furono
confiscate nel 1102 e date a Payne Fitzjohn, che incoraggiò Philip de Brose ad attaccare Builth e Hugh Mortimer ad attaccare Elfael e Maelienydd.
Nei secoli XII e XIII la casata di Mathrafal lottò contro i lord normanni e il Gwynedd (che si stava rafforzando) per mantenere le sue terre nel Powys. Nel 1160 il regno, a causa delle leggi gallesi sulla successione, fu diviso nei principati del nord e del sud, che, ovviamente, erano più deboli. Mentre il regno settentrionale del Powys Fadog sostenne per lo più le aspirazioni indipendentistiche del vicino Gwynedd (guidato da Owain Gwynedd, Llywelyn Fawr e Dafydd ap Llywelyn), il regno meridionale del Powys Wenwynwyn si alleò spesso con la nemica Inghilterra. Nel 1267 i due Powys resero omaggio all'Ultimo Llywelyn quale principe del Galles, ma Gruffudd ap Gwenwynwyn, signore di Powys-Wenwynwyn, cambiò ancora alleanza nel 1277, durante la nuova campagna militare inglese contro Llywelyn. Nel 1282 durante la sua ultima impresa militare, Hugo Le Strange e Roger Mortimer (alleati di Gruffudd) tesero un'imboscata a Llywelyn e lo uccisero. Così ebbe fine l'indipendenza del Galles.
Dopo lo Statuto di Rhuddlan (1284), tutti i titoli nobiliari gallesi furono aboliti e il Powys cessò di esistere. Fu diviso tra le nuove contee del Breconshire, Radnorshire, Montgomeryshire e in alcune parti del Denbighshire e rinacque solo nel 1974, quando un cambiamento dei confini dette vita a una nuova "contea" del Powys.